# اندیس کوه مام زر (کوه منظر)
کوه مام زر(کوه منظر) یک اندیس فلزی است که در حوالی شهر پاریز استان کرمان قرار دارد و مادهٔ معدنی موجود در آن، مس است.  